# Autodidakt

Darstellung eines Berner Bauern beim Bibelstudium (Aquarell von Gabriel Lory, Anfang 19. Jhd.)

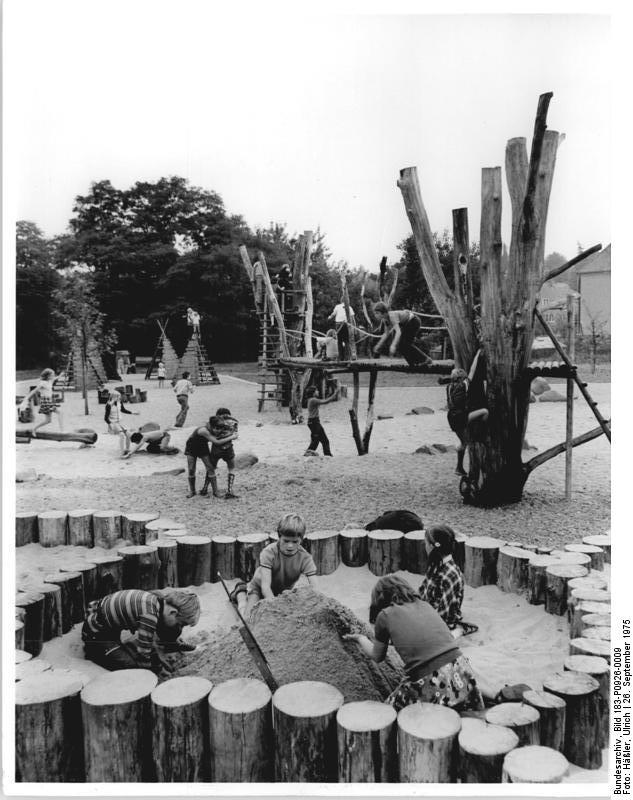
Junge Menschen beim Spiel auf einem Abenteuerspielplatz (1975)

Ein Autodidakt (altgriechisch αὐτός autos ‚sich selbst‘ und διδάσκειν didaskein ‚lehren‘) ist ein Mensch, der sich eigenständig Wissen oder Fertigkeiten angeeignet hat. Beobachtung, Versuch und Irrtum, Übung oder mediale Begleitung (z. B. Videos, Lektüre) bezeichnen einige Formen der autodidaktischen Aneignung.
Ein gerichteter autodidaktischer Lernprozess wird auch als Selbststudium bezeichnet, in Abgrenzung zum formalisierten Studium an einer Hochschule.

## Geschichte und Abgrenzung
Autodidakten vermögen, sich ihre Bildung, Fertigkeiten und Techniken in Eigenregie anzueignen. Beispiele hierfür sind der Philosoph Jean-Jacques Rousseau, der Ingenieur Ferdinand Porsche, der US-Präsident Abraham Lincoln wie auch die bekannten Sprachwissenschaftler Jacob und Wilhelm Grimm, ausgebildete Juristen, der Maler William Turner und Nicolo Tartaglia, der sich sein gesamtes Wissen in Mathematik selbst angeeignet hatte.
Zugeschrieben wird der Begriff Autodidakt dem deutschen Philosophen Gottfried Wilhelm Leibniz. Während seiner Tätigkeit als Bibliothekar in der Herzog August Bibliothek in Wolfenbüttel beschrieb er sich selbst in einem seiner Werke mit den Worten „erstens, dass ich fast ganz Autodidakt war“. Leibniz wird häufig als letzter Universalgelehrter bezeichnet und eignete sich die meisten seiner umfassenden Kenntnisse autodidaktisch an.
Seit sich im Laufe des 19. Jahrhunderts in Mitteleuropa die allgemeine Schulpflicht durchsetzte, nahm die Zahl der Menschen ab, die zwangsweise zum Autodidakten wurden, wenn sie sich bilden wollten. Auch wissbegierige, aber mittellose Personen und Frauen, denen seinerzeit der Zugang zu Gymnasium und Universität weitgehend verschlossen blieb, fanden als ernsthafte Autodidakten mitunter Anerkennung in Fachkreisen. Ein Beispiel dafür ist die Engländerin Mary Anning, die sich von einer armen, ungebildeten Fossiliensammlerin zu einer der bedeutendsten Paläontologinnen des 19. Jahrhunderts entwickelte.
In Berufsfeldern, bei denen der Besuch eines Fachinstitutes weder die Regel noch zwingend vorgeschrieben ist, wie z. B. Schachspieler, Sportler, Künstler, wie Popmusiker, Rock-Gitarristen, Maler, Journalisten, Schauspieler oder Autoren belletristischer Literatur (reine Unterhaltungsliteratur), spricht man nicht von Autodidakten. Auch Akademiker, die ihr Studium abbrechen und infolge eigener Weiterbildung doch noch auf ihrem Gebiet erfolgreich werden, sind streng genommen keine Autodidakten, ebenso wenig Personen, die durch Privatlehrer ausgebildet wurden.
Personen, die mit geringen Mitteln oder aus dem Nichts und aus eigener Kraft zu wirtschaftlichem Erfolg kommen (wobei die Bildung keine Rolle spielt), nennt man dagegen Aufsteiger oder Self-made men.

## Leistungen

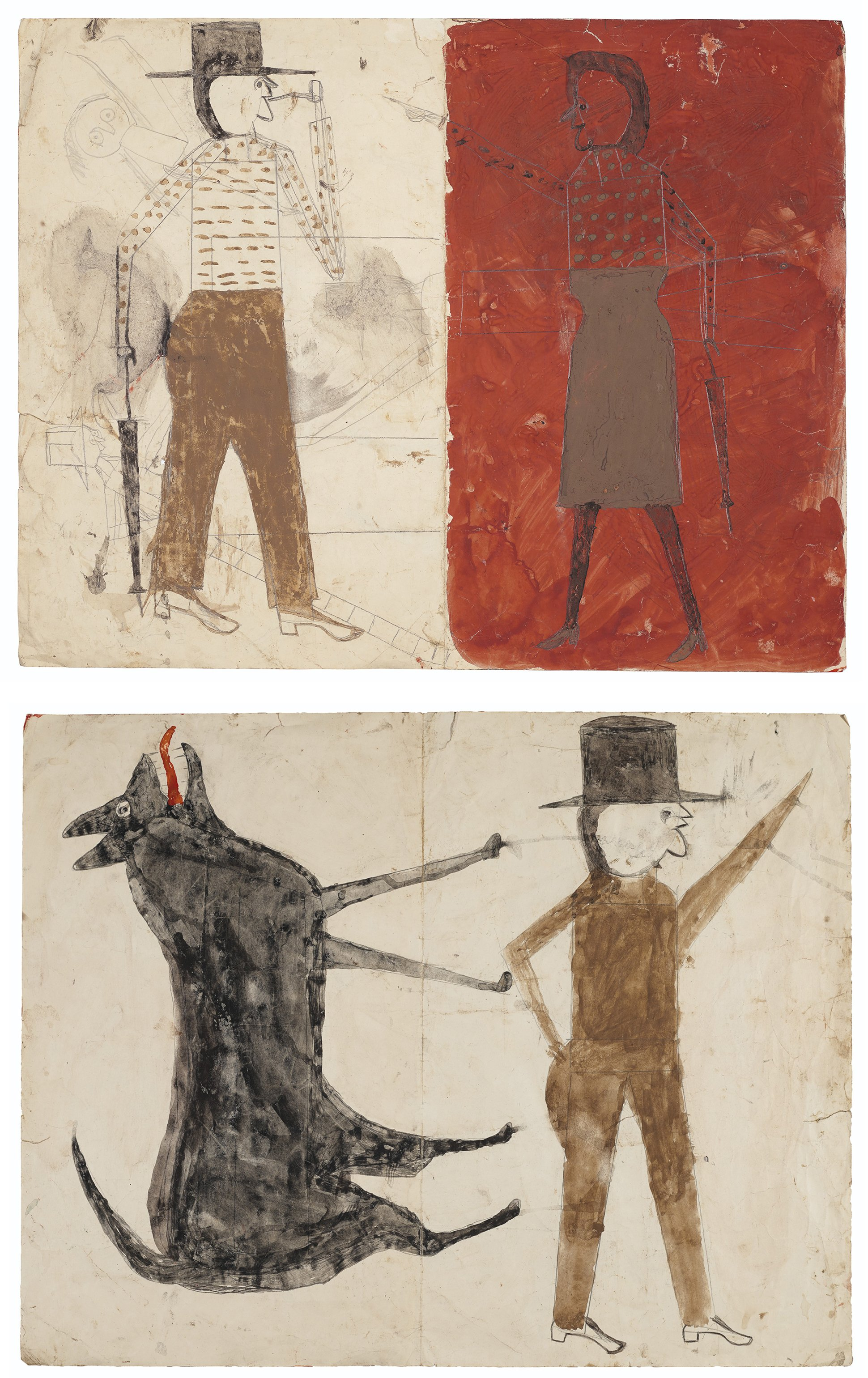
Man on White, Woman on Red / Man with Black Dog. Bill Traylor, 1939–1942.

Autodidakten vollbringen mitunter beachtliche bis herausragende Leistungen, heute vor allem im Bereich der Kunst und der Fremdsprachen. Ein besonders ungewöhnlicher Autodidakt war der afroamerikanische Zeichner Bill Traylor, ein ehemaliger Sklave, der mit über 80 Jahren anfing zu zeichnen und weltberühmt wurde. Traylor gilt mittlerweile als einer der bedeutendsten US-amerikanischen Künstler des 20. Jahrhunderts. Seine Arbeiten sind Teil der Sammlung des Museum of Modern Art in New York und der Sammlung Zander in Köln, eine der führenden Sammlungen Autodidaktischer Kunst.
Ein anderes Beispiel ist der 1887 geborene S. Ramanujan, der sich schon früh als mathematisch begabt erwies. Sein begonnenes Studium konnte er nicht fortsetzen, da er aufgrund der Vernachlässigung der Pflichtfächer Englisch und Sanskrit sein Stipendium verlor. Seine mathematischen Kenntnisse eignete er sich autodidaktisch aus Fachliteratur an und besaß eine außerordentliche Begabung dafür, analytische und zahlentheoretische Probleme intuitiv zu lösen, meist ohne zunächst einen Lösungsweg oder Beweise angeben zu können. Versuche einer wissenschaftlichen Anerkennung blieben zunächst ohne Erfolg, bis der britische Mathematiker Godfrey Harold Hardy im Jahr 1913 sein Talent erkannte und ihn nach England holte. Dort gelangen ihm zahlreiche bedeutende Entdeckungen. Sechs Jahre später kehrte Ramanujan als bekannter Wissenschaftler nach Indien zurück und starb 1920 im Alter von nur 32 Jahren.

## Bekannte Autodidakten

### Mit Hochschulstudium
- Gottfried Wilhelm Leibniz (1646–1716), deutscher Universalgelehrter und Philosoph
- Denis Diderot (1713–1784), französischer Schriftsteller, Philosoph, Aufklärer, Kunstagent und Enzyklopädist[5]
- Jean-Baptiste le Rond d’Alembert (1717–1783), französischer Philosoph, Aufklärer, Mathematiker, Physiker und Enzyklopädist
- Johann Wilhelm Ritter (1776–1810), deutscher Physiker und Philosoph
- Charles Darwin (1809–1882), englischer Naturforscher
- Srinivasa Ramanujan (1887–1920), indischer Mathematiker
- Moshé Feldenkrais (1904–1984), israelischer Physiker und Neurophysiologe

### Mit Elternhausförderung
- Johann Wolfgang von Goethe (1749–1832), Jurist, Dichter, Minister und autodidaktischer Naturwissenschaftler
- Jean-François Champollion (1790–1832), französischer Sprachforscher und Entzifferer der Hieroglyphen

### Ohne abgeschlossenes Studium
- Leonardo da Vinci (1452–1519), italienischer Universalgelehrter
- Nicolaus Reimers (1551–1600), deutscher Astronom und Mathematiker
- Nikolaus Schmidt-Küntzel (1606–1671), deutscher Polyglott
- Jean-Jacques Rousseau (1712–1778), französisch-schweizerischer Philosoph, Schriftsteller
- Tobias Mayer (1723–1762), deutscher Mathematiker, Astronom und Physiker
- Friedrich Schiller (1759–1805), deutscher Mediziner, Dichter, Philosoph und autodidaktischer Historiker
- George Stephenson (1781–1848), britischer Eisenbahn- und Maschinenbauingenieur
- Friedrich Wilhelm Bessel (1784–1846), Astronom, Geodät und Mathematiker
- Joseph Fraunhofer (1787–1826), deutscher Physiker
- Michael Faraday (1791–1867), britischer Physiker und Chemiker
- Mary Anning (1799–1847), britische Paläontologin
- Charles Goodyear (1800–1860), US-amerikanischer Chemiker, Erfinder des Hartgummis
- Abraham Lincoln (1809–1865), Rechtsanwalt, 16. Präsident der USA
- Pierre-Joseph Proudhon (1809–1865), französischer Ökonom, Soziologe und Anarchist
- George Boole (1815–1864), britischer Mathematiker und Philosoph
- Carl Zeiß (1816–1888), deutscher Mechaniker und Unternehmer
- Alfred Russel Wallace (1823–1913), britischer Biologe, neben Darwin Begründer der Evolutionstheorie
- Nicolaus Otto (1832–1891), Erfinder des Otto-Motors
- Henri Rousseau (1844–1910), französischer Maler
- Thomas Alva Edison (1847–1931), US-amerikanischer Erfinder und Elektrotechniker
- Oliver Heaviside (1850–1925), britischer Mathematiker und Physiker
- Granville T. Woods (1856–1910), US-amerikanischer Erfinder in Eisenbahn, Elektrotechnik und Maschinenbau
- Williamina Fleming (1857–1911), amerikanische Astronomin
- Séraphine Louis (1864–1942), französische Malerin
- Adolf Wölfli (1864–1930), Schweizer Künstler
- Walter Russell (1871–1963), US-amerikanischer Künstler und Philosoph
- Morris Hirshfield (1872–1946), US-amerikanischer Maler
- Leo Frobenius (1873–1938), deutscher Ethnologe
- André Bauchant (1873–1958), französischer Maler
- Richard Buckminster Fuller (1895–1983), US-amerikanischer Architekt und Erfinder
- Felix Wankel (1902–1988), Erfinder des Wankel-Motors
- Sava Sekulić (1902–1989), jugoslawischer Maler
- Manfred von Ardenne (1907–1997), Erfinder des Rasterelektronenmikroskops
- Reimar und Walter Horten (1915–1994 und 1913–1998), zwei deutsche Pioniere von Nurflügel-Flugzeugen
- Dian Fossey (1932–1985), amerikanische Zoologin und Verhaltensforscherin
- Jane Goodall (* 1934), britische Verhaltensforscherin

## Autodidakten als Thema im Spielfilm
Der Gefangene von Alcatraz (1962), Regie von John Frankenheimer: Ein lebenslang Einsitzender, Robert Stroud, der in der Einzelhaft Singvögel halten darf, reift durch Beobachtung, Lektüre und jahrelanges Experimentieren zum weltweit anerkannten Ornithologen und Fachbuchautor.